# Talanguj
Il Talanguj (in russo Талангуй?) è un fiume della Russia siberiana orientale, affluente di sinistra dell'Unda. Scorre nel Balejskij rajon del Territorio della Transbajkalia.

## Percorso
Ha origine confluenza dei fiumi: Verchnjaja Ėtyka e Gepka sul versante nord-occidentale dei monti Kukul'bej e scorre per lo più in direzione settentrionale. Sfocia nel fiume Unda a 99 km dalla foce. La sua lunghezza è di 120 km, l'area del bacino è di 2 210 km².